# Lahišyn
Lahišyn (bělorusky Лагішын, rusky Логишин) je sídlo městského typu v Pinském rajónu v Brestské oblasti v Bělorusku. V roce 2008 zde žilo 2,5 tisíce obyvatel. Nachází se 28 km od rajónního města a vlakového nádraží Pinsk, 203 km od Brestu na silniční komunikaci R6 (Pinsk — Ivacevičy).

## Historie
Úplně první písemná zmínka o sídle pochází z roku 1495. V důsledku administrativně-územní reformy (1565—1566) se oblast se stala součástí Pinského povětu Brestského vojvodství. V 17. století bylo městečko v držení rodu Radziwiłłů a později také Ahinských či Ljubeckých.
Dne 20. srpna 1569 a 28. května 1570 dostalo město Lahišyn magdeburské právo. Dne 25. února 1633 král a velkokníže Vladislav IV. Vasa dal městu znak zobrazující:: „v modrém poli vlka na losích nohách“.
V roce 1634 zde byl postaven kamenný kostel na náklady pinského starosty Albrechta Radziwiłła, později byl při něm založena misie jezuitů a nemocnice. V kostele se nachází ikonu sv. Panny Marie, jenž je považován za vynikající. V souvislosti s výstavbou Karaljeŭského kanálu byl Lahišyn předán Michału Kazimierzi Ogińskému.
V důsledku třetího rozdělení Polska v roce 1795 se město stalo součástí Ruského impéria centrem volosti Pinského povětu Minské gubernie. V 19. století ve městečku fungovaly mlýny Ajzenberha, Chazana a Dubmiskaha, Marcinkieviča, Buńkieviča, lisovna oleje a mlýn Cyperštejna, kožedělna Frydmana.
Po potlačení národně osvobozeneckého povstání v roce 1863 ruské úřady násilně přeměnily lahišynský kostel na kostel moskevského patriarchátu, budova vyhořela v roce 1897. Později byl na jeho místě postaven Preobraženský kostel.
V roce 1874 došlo ve městě k povstání proti svévoli orgánů a byly rozdrceny oba prapory pěchoty a sto kozáků. Zanedlouho však lahišynští získali zprošťující rozsudek a pachatelé byli za porušování pravidel potrestáni. V roce 1881 byly v obci vybudovány kamenné obchodní pasáže.
V roce 1886 v obci stála škola, kostel (z roku 1845), kaple, synagoga a 10 obchodů. V roce 1893 byla otevřena židovská modlitební škola. Ke konci XIX a počátku XX století se nacházela v blízkosti obce farma Simanovičů. V roce 1919 vypuklo ve městě anti-bolševické povstání.
Na začátku března 1919 skupina „Polesí“ armády II Rzeczpospolity pod velením generála Antonia Listowského vyhnala z okolí bolševiky a obklopila Lahišyn.
Podle Rižské smlouvy (1921) se Lahišyn stal součástí meziválečné Polské republiky, kde se stalo centrem Lahišynské gminy Pinského povětu Poleského vojvodství. Dne 1. dubna 1934 osada ztratila statut města.
V roce 1939 přešel Lahišyn pod správu běloruské SSR, načež se 15. ledna 1940 stalo centrem Lahišynského rajónu Pinské oblasti. Během druhé světové války (od 27. června 1941 do 15. července 1944) bylo město okupováno německými vojsky, v té době bylo v Lahišynském rajónu zabito asi 2 000 lidí.
Dne 22. prosince 1959 získala osada oficiálně status sídla městského typu. Od roku 1962 se nachází sídlo na území Pinské rajónu. Dne 10. května 1997 zde byla slavnostně korunována ikonu Panny Marie Lahišynské. Dne 18. září 1998 byl oficiálně schválen historický znak obce.

## Demografie
- 19. století: 1884 — 2,8 tis. obyv.
- 20. století: 1909 — 3 351 obyv.; 1921 — 1 984 obyv.; 1959 — 3 tis. obyv.; 1996 — 3 120 obyv.
- 21. století: 2006 — 2,6 tis. obyv.; 2008 — 2,5 tis. obyv.

## Pamětihodnosti
- Historické budovy (konec XIX a počátek XX století, fragmenty)
- Kostel svatých apoštolů Petra a Pavla (1907-1909)
- Židovský hřbitov
- Kostel Nejsvětější Trojice (konec XIX století)

### Galerie

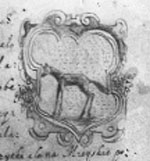
Znak městečka v XVII století
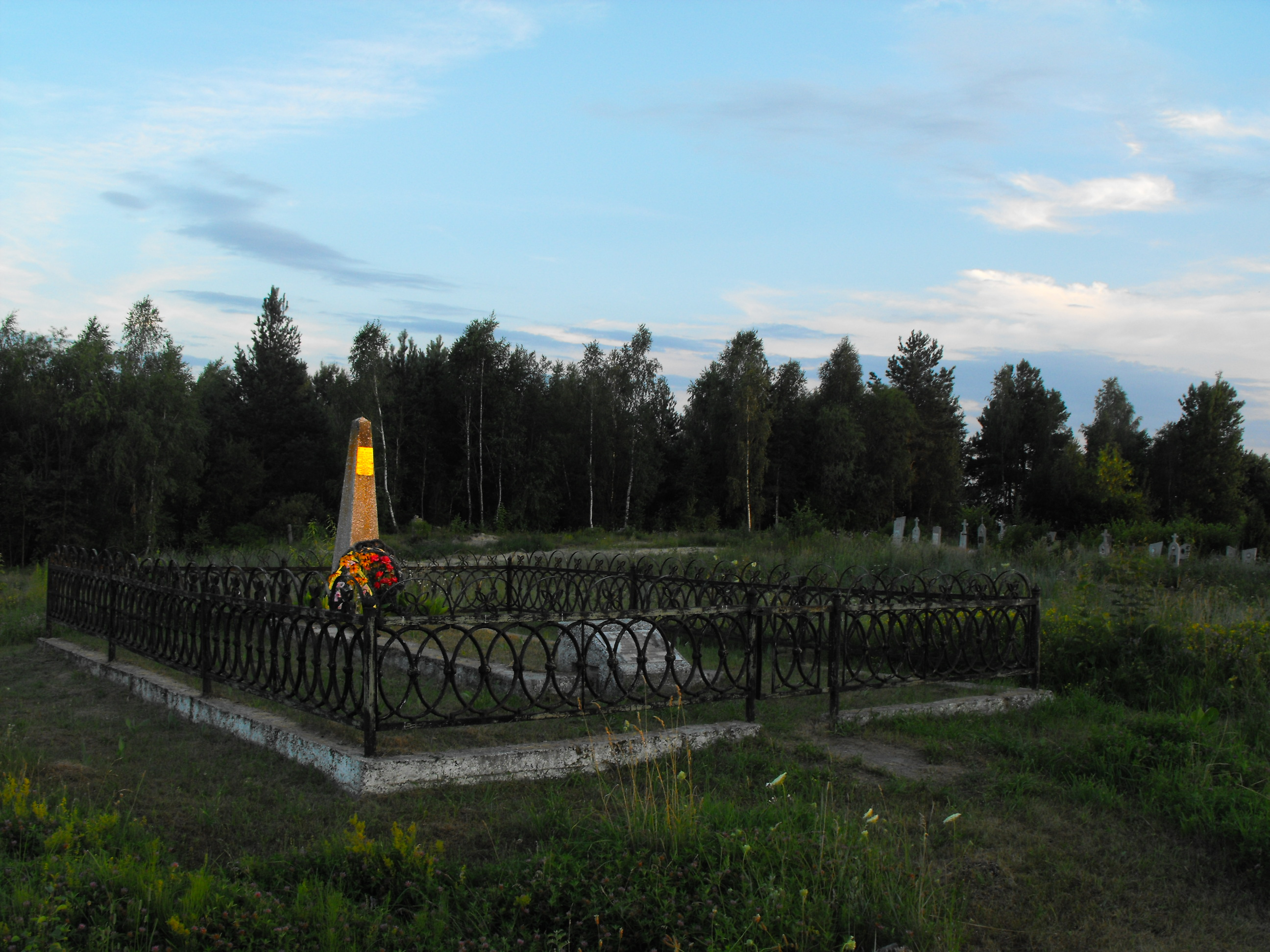
Židovský hřbitov
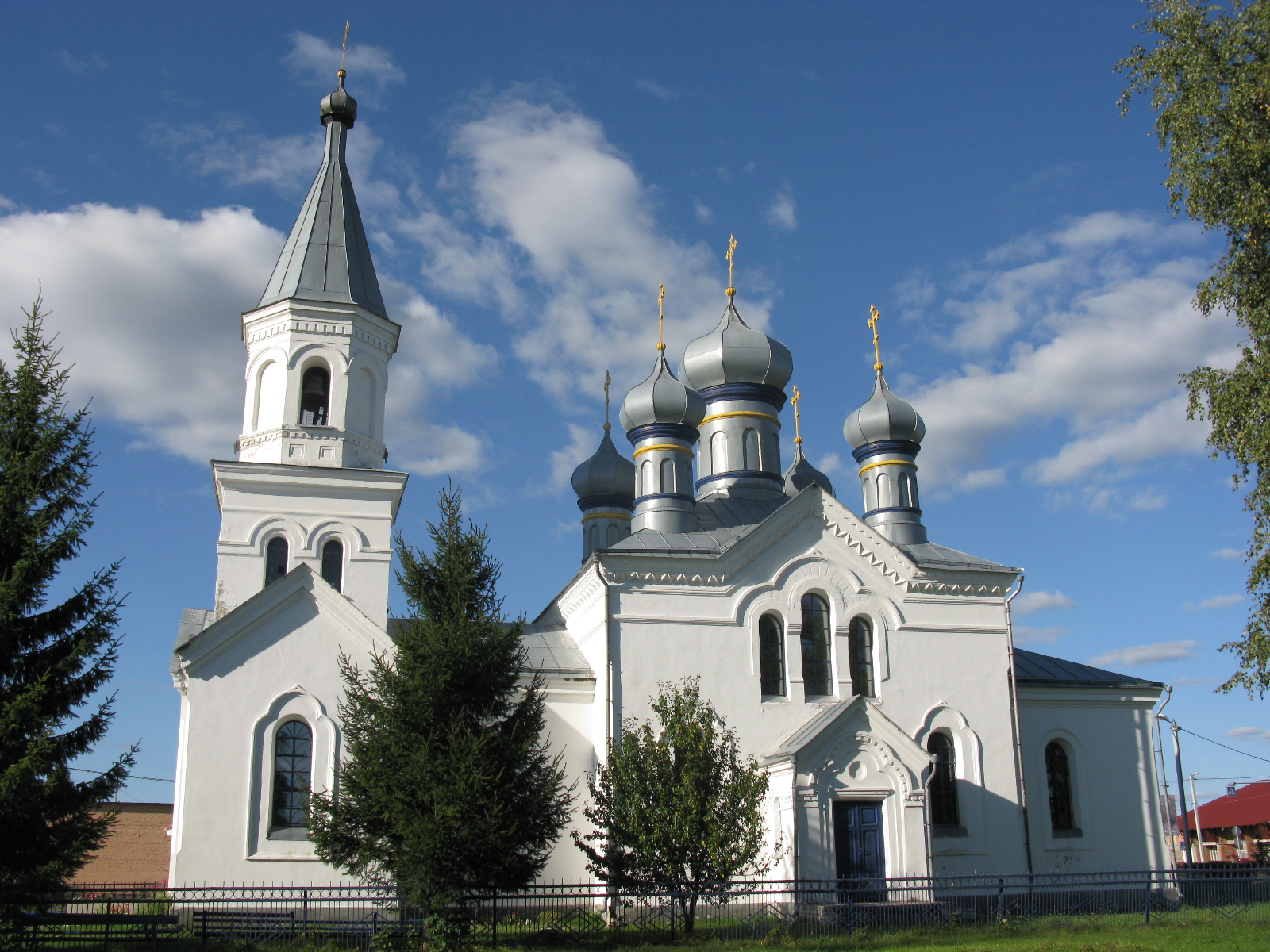
Kostel Nejsvětější Trojice
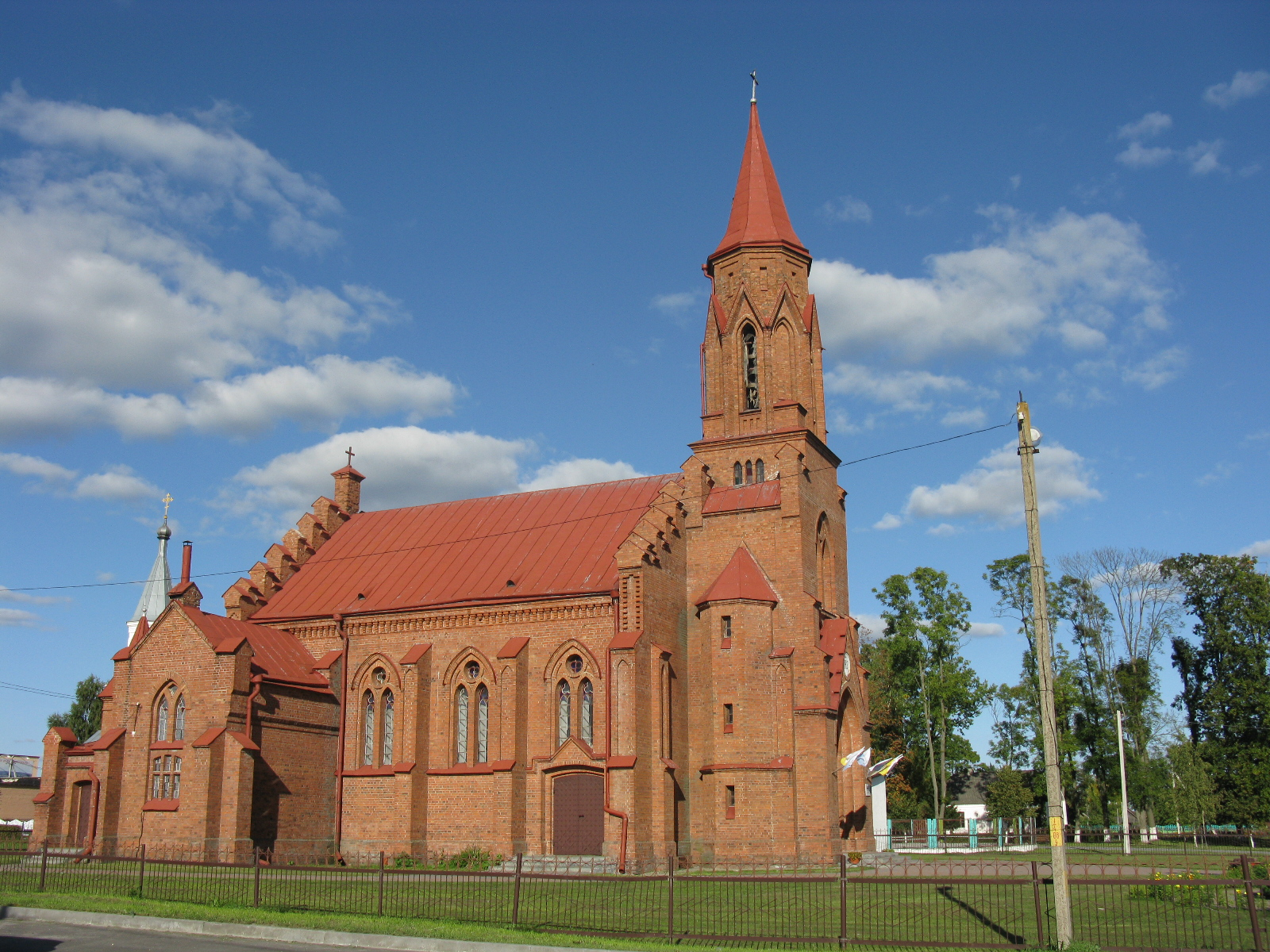
Kostel svatých apoštolů Petra a Pavla
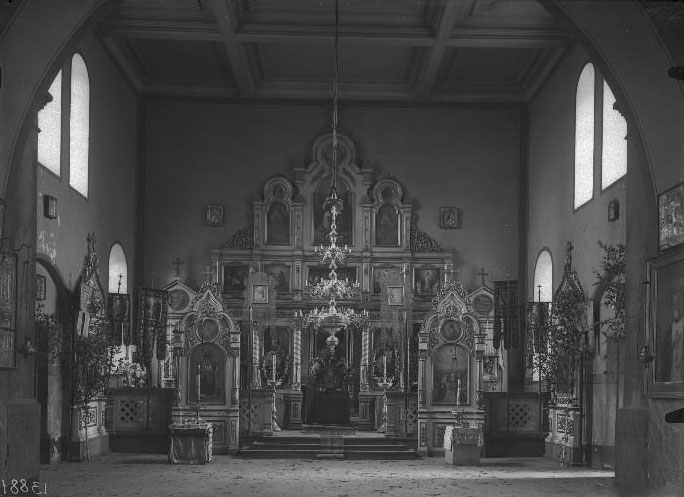
Vnitřek kostela, meziválečné období
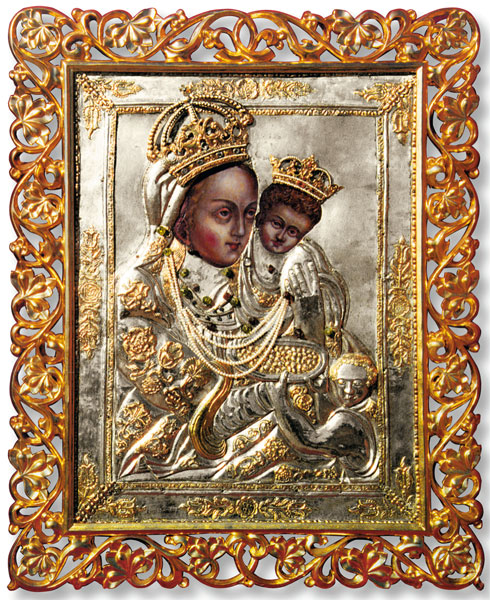
Panna Marie Lahišynská

## Významní rodáci
- Marcin Antoni Paŭlovič (bělorusky Марцін Антоні Паўловіч, 9. listopad 1789, Lahišyn — 24. červenec 1830, Varšava) — geolog, pedagog